# Патнам (округ, Джорджия)
Па́тнам (англ. Putnam County) — округ штата Джорджия, США. Население округа на 2000 год составляло 18 812 человек. Административный центр округа — город Итонтон.

## История
Округ Патнам основан в 1807 году.

## География
Округ занимает площадь 891 км2.

## Демография
Согласно Бюро переписи населения США, в округе Патнам в 2000 году проживало 18 812 человек. Плотность населения составляла 21.1 человек на квадратный километр.